# ブリード・イット・アウト
「ブリード・イット・アウト」は、アメリカ合衆国のロックバンドリンキン・パークによる楽曲でバンドの3作目のスタジオ・アルバム『ミニッツ・トゥ・ミッドナイト』からのセカンド・シングル。アメリカ合衆国では、2007年8月にリリースされた。この楽曲は、ローリング・ストーン誌の"the 100 Best Songs of 2007"では44位に、MTVアジアの"Top 100 Hits of 2007"では83位のランクインしている。
この楽曲のミュージック・ビデオは2007年7月31日にMTVドイツとMTVアジアにて解禁され、カナダではMuchMusicがカウントダウン番組で初オンエアしたほか、ウェブサイト上でのストリーミングも行われた。2008年のMuchMusic Video Awardsでは、Best International Video - Groupを受賞した。とあるバーで起きた乱闘を逆再生した映像に、グリーンバックで撮影されたバンドの通常の演奏を合成している。
本曲リリース後のバンドのライヴでは、ライヴの最後を締めくくる曲として、セットリストのラストで同曲がよく演奏されている。ライヴ・アルバム「ロード・トゥ・レヴォリューション」では、同曲の合間にロブ・ボードンによるドラムソロが加えられている。

## 規格と収録曲
| 全作詞・作曲: リンキン・パーク。 |                                           |                  |                  |      |
| #                                | タイトル                                  | 作詞             | 作曲・編曲       | 時間 |
| 1.                               | 「ブリード・イット・アウト」              | リンキン・パーク | リンキン・パーク | 2:44 |
| 2.                               | 「ワット・アイヴ・ダン」(Distorted Remix) | リンキン・パーク | リンキン・パーク | 3:47 |
| 3.                               | 「ギヴン・アップ」(Third Encore Session)  | リンキン・パーク | リンキン・パーク | 3:08 |

| #  | タイトル                                 | 作詞 | 作曲・編曲 | 時間 |
| -- | ---------------------------------------- | ---- | ---------- | ---- |
| 1. | 「ブリード・イット・アウト」             |      |            | 2:46 |
| 2. | 「ギヴン・アップ」(Third Encore Session) |      |            | 3:08 |

| #  | タイトル                                  | 作詞 | 作曲・編曲 | 時間 |
| -- | ----------------------------------------- | ---- | ---------- | ---- |
| 1. | 「ブリード・イット・アウト」              |      |            | 2:46 |
| 2. | 「ワット・アイヴ・ダン」(Distorted Remix) |      |            | 3:50 |
| 3. | 「ギヴン・アップ」(Third Encore Session)  |      |            | 3:08 |